# Jessy Rompies
Jessy Rompies, née le 14 avril 1992, est une joueuse indonésienne de tennis.

## Carrière
Jessy Rompies a débuté sur le circuit professionnel en 2008.
En août 2021, elle gagne son premier titre WTA 125 lors du tournoi de Concord avec la Thaïlandaise Peangtarn Plipuech. 

## Palmarès

### Titre en double en WTA 125
| No | Date       | Nom et lieu du tournoi      | Catégorie | Dotation  | Surface    | Partenaire         | Finalistes                           | Score             |          |
| -- | ---------- | --------------------------- | --------- | --------- | ---------- | ------------------ | ------------------------------------ | ----------------- | -------- |
| 1  | 02-08-2021 | Thoreau Tennis Open Concord | WTA 125   | 115 000 $ | Dur (ext.) | Peangtarn Plipuech | Usue Maitane Arconada Cristina Bucșa | 3-6, 7-65, [10-8] | Parcours |

### Finale en double en WTA 125
| No | Date       | Nom et lieu du tournoi            | Catégorie | Dotation  | Surface    | Vainqueures                  | Partenaire             | Score    |          |
| -- | ---------- | --------------------------------- | --------- | --------- | ---------- | ---------------------------- | ---------------------- | -------- | -------- |
| 1  | 06-09-2016 | Dalian Women's Tennis Open Dalian | WTA 125   | 115 000 $ | Dur (ext.) | Kotomi Takahata Lee Ya-hsuan | Nicha Lertpitaksinchai | 6-2, 6-1 | Parcours |

## Classements en fin de saison
| Année          | 2006 | 2007 | 2008 | 2009 | 2010 | 2011 | 2012 | 2013 | 2014 | 2015 | 2016 | 2017 | 2018 | 2019 | 2020 | 2021 | 2022 | 2023 | 2024 |
| Rang en simple | 937  | 757  | 811  | 448  | 418  | 452  | –    | 910  | –    | –    | 916  | 1145 | –    | 860  | 918  | 1134 | 1195 | 1081 | –    |
| Rang en double | 743  | 611  | 907  | 296  | 262  | 258  | –    | 680  | 912  | 675  | 268  | 372  | 204  | 173  | 183  | 173  | 166  | 199  | 783  |

Source : (en) Classements de Jessy Rompies sur le site officiel de la Fédération internationale de tennis